# Daddala rhodozona
Daddala rhodozona là một loài bướm đêm trong họ Erebidae.